# 週刊ファイト
週刊ファイト（しゅうかんファイト）は、かつて新大阪新聞社が発行していた、週刊のプロレス専門雑誌（タブロイド紙）。一時休刊を経て、2015年に電子書籍の形で復刊した。

## 概要

### 新大阪新聞社時代
1967年創刊、2006年休刊。毎週火曜日発行・水曜日発売で、一部売り定価は280円（2006年休刊当時）。当初は月2回発行の「旬刊」だったが、後に月3回の発行となり、1969年10月2日発売の第94号より週刊化された。
創刊当初から、表紙にカラー印刷を採用（後年には、中面の一部にもカラー印刷ページを導入）。また当初の紙面は、プロレスを中心としながらも、プロボクシング・キックボクシングなど他の格闘技や、プロ野球など各種プロスポーツ、公営ギャンブル、さらには芸能・風俗情報なども幅広く扱い、読み切りの小説や漫画も売り物としていた。これらプロレス以外の分野の情報は、1970年代後半から徐々に紙面から姿を消していき、1980年代後半には「プロレス専門紙」として紙面を特化した。
プロレス報道に関しては、特に初代編集長“I編集長”こと井上義啓の個性が色濃く反映された紙面づくりで知られ、アントニオ猪木及び新日本プロレスを中心に活発な論陣を張った。一般のプロレス専門誌では書けないシュートでスキャンダラスな記事など掲載する一方でプロレスならではのブックやアングルをさらに誇張するような物まで緩急を織り交ぜた記事を掲載した、そのため意図しない記事を掲載されたプロレス団体から取材拒否を通達されることも少なくなかったという。また、試合の裏の裏まで読むという、井上義啓の記事の書き方は、一名「活字プロレス」と呼ばれるようになった。このスタイルはその後のプロレスマスコミに大きな影響を与えたと言われている（一般には、「活字プロレス」との表現は、ターザン山本による物と思われているが、確立したのは井上義啓であり、ターザン山本もその事は認めている）。ターザン山本（元『週刊プロレス』編集長）、GKこと金沢克彦（元『週刊ゴング』編集長）ら名物プロレス記者を輩出した。
2006年9月27日発売の1990号で休刊。39年の歴史に幕を下ろし、公式サイト「ウィークリー・ウェブ・ファイト」も同年10月2日午後6時にサービスを終了した。新大阪新聞社は「活字メディアの衰退とマット界の沈滞などから読者が減少し、休刊のやむなきに至りました」と説明した。一方で当時副編集長だった波々伯部哲也は自身の著書でファイト編集部内では当時編集長の井上譲二が自分（波々伯部）を次の編集長へ推していて、新大阪新聞社社長もその案に乗って自分に編集長就任を打診してきたが、引き受けを拒んだため編集長を引き受ける人間がいなくなりファイトの休刊が決まったと説明している。
I編集長こと、井上義啓は2006年12月13日に亡くなった。本紙、休刊より、3ヶ月後のことであった。プロレスファンであり、本紙の愛読者であった漫画家のいしかわじゅんは、本人のサイトで、「井上義啓には、最後まで意味があった」、「プロレスは考えて見ろ、という主張を最後まで貫き通した人だった。読むプロレスを最初に提唱した人だった。奇人ではあったが、面白かった」と心からの追悼の文書をもって、氏の死を悼んだ。
なお、発行元の新大阪新聞社は、夕刊紙「新大阪」を1995年4月に廃刊して以降は本紙の発行が事業のほぼ全てを占めていたこともあり、休刊から4年後の2010年10月31日に会社を清算・解散した。

### 電子書籍として復刊
電子書籍ダウンロード販売サービス「ファイト!ミルホンネット」より「週刊マット界舞台裏」が創刊された。2015年9月17日付より、その「週刊マット界舞台裏」を「週刊ファイト」に改題し「『週刊ファイト』復刊」を宣言した。